# Malacodea regelaria
Malacodea regelaria là một loài bướm đêm trong họ Geometridae.